# Петлюра, Ольга Афанасьевна
О́льга Афана́сьевна Петлю́ра (до замужества — Бе́льская) (23 декабря 1885, с. Малая Девица, Полтавская губерния, Российская империя — 23 ноября 1959, Париж, Франция) — украинский педагог, общественный деятель, жена главы Директории УНР Симона Петлюры и мать эмигрантской поэтессы Леси Петлюры. Принимала активное участие в жизни украинских эмигрантов в Париже.

## Биография

### Ранние годы
Родилась в семье учителя Афанасия Бельского в с. Малая Девица, близ города Прилуки Полтавской губернии (совр. Прилукский район Черниговской области Украины). Она рано осиротела и воспитывалась в доме бабушки в Прилуках. Здесь она с отличием окончила гимназию и стала учительницей младших классов. Спустя некоторое время Ольга приехала в Киев с целью поступление на Высшие женские курсы, но в силу материальных затруднений была вынуждена устроиться на работу в частную гимназию Жеребецкой.
В 1908 году, находясь в гостях у своих дальних родственников в Киеве, познакомилась с Симоном Петлюрой. В 1910 году вышла за него замуж. Обвенчавшись, супруги переехали сперва в Санкт-Петербург, а потом в Москву. Здесь Петлюра занялся редакцией организованного украинской общиной журнала «Украинская Жизнь». Оба супруга активно участвовали в жизни украинской диаспоры в Москве: устраивали концерты, литературные вечера.
В 1911 году в семье родился первый и единственный ребёнок — дочь Леся. Воспитанию дочери Ольга уделяла особое внимание. Она разговаривала с ней только на украинском, читала ей украинские книги, прививала украинские традиции. В детстве Леся носила преимущественно традиционную украинскую одежду.

### УНР
В 1917 году вскоре после Февральской революции семья Симона Петлюры вновь перебралась в Киев. Отдавая должное положению своего супруга, она старалась не только поддерживать его, но и принимать участие в общественной жизни новообразованной Украинской Народной Республики.
В январе 1918 года, незадолго до занятия Киева большевиками, руководство УНР покинуло столицу. Чтобы не обременять мужа, Ольга с семилетней дочерью осталась в Киеве. На протяжении полутора лет они жили под чужой фамилией, часто меняя место жительства, ночуя у друзей и спасаясь от преследований. В 1919 году друзья Петлюры помогли его семье переехать из Киева в Прагу.

### Эмиграция
В 1924 году семья Петлюры последний раз сменила место жительства, обосновавшись в Париже. Чтобы заработать на жизнь, Ольга Афанасьевна зарабатывала вышиванием. Часть денег уходила на обучение дочери, занимавшейся с частными преподавателями.
25 мая 1926 года Симон Петлюра был убит еврейским поэтом Самуилом Шварцбурдом. Это сильно отразилось на здоровье его вдовы: она тяжело заболела, начала терять слух. В довершение к этому её дочь заболела чахоткой. Она продолжала жить с этой болезнью до 1941 года, после чего скончалась в возрасте неполных 30 лет. Впоследствии её останки были перенесены на кладбище Монпарнас и захоронены по соседству с могилой Симона Петлюры.
Ольга Афанасьевна Петлюра умерла 23 ноября 1959 года. Она была похоронена в семейной могиле на кладбище Монпарнас рядом с мужем и дочерью.